# José Lafrentz
José Francisco Lafrentz Marusich (Santiago, Región Metropolitana de Santiago, Chile, 19 de octubre de 1992) es un exfutbolista chileno. Jugaba de portero. Es hijo del expresidente de Santiago Wanderers, Jorge Lafrentz, y nieto del dirigente del mismo nombre que también fuera presidente del club en el pasado. Cabe mencionar que también fue estudiante de Ingeniería Comercial en la Universidad Adolfo Ibáñez.

## Trayectoria
Comenzó a entrenar en las divisiones inferiores de Colo-Colo por encontrarse en Santiago pero luego pasaría a las juveniles de Santiago Wanderers de Valparaíso donde su padre trabaja como presidente. En el club caturro sería entrenado por el exportero caturro y de la selección chilena Juan Olivares logrando la titularidad en las divisiones inferiores.
A comienzos del 2012 con la llegada del entrenador Arturo Salah es subido al primer equipo participando de la pretemporada del club y luego siendo presentado en la noche verde pasando a ser el cuarto arquero del plantel. En su siguiente año entrenando en el primer equipo queda como tercer arquero siendo invitado a entrenar al Twente de Holanda donde llegó a estar en la banca durante un partido de la liga, tras esta aventura regresa a su club de origen donde lograría debutar en un partido válido por la Copa Chile 2013/2014 frente a Unión La Calera donde su equipo ganaría por tres goles contra uno.
En el 2014 quedaría como segundo arquero del equipo caturro y tras una lesión del portero titular, Mauricio Viana, tomaría la titularidad pero tendría múltiples errores bajo el arco lo cual haría que no tuviera buena relación con los hinchas caturros y daría también paso a que volviera a la banca, tras esto, no es tomado en cuenta por Emiliano Astorga, por lo cual es enviado a préstamo a Deportes Concepción donde no tendría mayor continuidad fichando en la siguiente temporada, nuevamente como cedido, a Santiago Morning de la Primera B.
Con los autobuseros tampoco tendría continuidad por lo que a mediados de 2016 parte a prueba al Elche CF donde no sería seleccionado por lo cual después parte a prueba al Lorca FC y al Real Balompédica Linense, fichando en el segundo club pero pasando al equipo filial. Tras un semestre en el equipo "B" destacaría como el portero menos batido de la Tercera División de España 2016-17 (Grupo XIII) que lo llevaría ser ascendido al primer equipo para comienzos del 2017 siendo parte del ascenso de su equipo aunque después de tal logro quedaría sin club por el resto del año.

## Clubes
| Club                | País   | Año       |
| ------------------- | ------ | --------- |
| Santiago Wanderers  | Chile  | 2013-2014 |
| Deportes Concepción | Chile  | 2014-2015 |
| Santiago Morning    | Chile  | 2015-2016 |
| Lorca FC "B"        | España | 2016      |
| Lorca FC            | España | 2017      |